# Lasuny
Lasuny – dawny zaścianek. Tereny na których leżał, znajdują się obecnie na Białorusi, w obwodzie witebskim, w rejonie postawskim, w sielsowiecie Wołki.
Nazwa dawniej używana – Lisuny.

## Historia
W czasach zaborów w granicach Imperium Rosyjskiego.
W dwudziestoleciu międzywojennym zaścianek leżał w Polsce, w województwie wileńskim, w powiecie duniłowickim (od 1926 postawskim), w gminie Duniłowicze.
Według Powszechnego Spisu Ludności z 1921 roku zamieszkiwało tu 26 osób, 17 było wyznania rzymskokatolickiego a 19 prawosławnego. Jednocześnie 17 mieszkańców zadeklarowało polską przynależność narodową a 19 białoruska. Były tu 3 budynki mieszkalne. W 1931 w 4 domach zamieszkiwało 45 osób.
Miejscowość należała do parafii rzymskokatolickiej w Duniłowiczach. Podlegała pod Sąd Grodzki w Duniłowiczach i Okręgowy w Wilnie; właściwy urząd pocztowy mieścił się w Duniłowiczach.
W 1938 roku zaścianek należał do gromady Malkowicze gminy Duniłowicze.